# Runje Shaw
Runje Shaw, de son vrai nom Shao Renjie (邵醉翁, 1er janvier 1896 - 17 février 1975), aussi appelé  Shao Zuiweng, est un producteur et réalisateur chinois.
Aîné des frères Shaw (avec Runde, Runme et Run Run), il fonde en 1925 la Tianyi (aussi appelée Unique) à Shanghai, qui deviendra l'une des trois plus importantes sociétés de production chinoises de la période d'avant-guerre (avec la Mingxing et la Lianhua) et est le début de l'empire industriel des frères Shaw.
Sous sa direction, ses frères établissent des filiales de la Tianyi à Singapour et Hong Kong. Il se retire définitivement du cinéma après la destruction des studios de Shanghai en 1937 lors de l'invasion japonaise, mais ses frères cadets, et en particulier Run Run, développent les ramifications de la Tianyi à Singapour et Hong Kong, notamment avec la fondation de la Shaw Organisation et surtout de la Shaw Brothers,.

## Biographie
Né à Ningbo, son nom de naissance est Shao Tongzhang et Renjie est son nom de courtoisie. Après la fondation de la Tianyi, il adopte le hao Zuiweng (« Homme ivre) ». Il est l'aîné des six fils d'un marchand de textile de Shanghai nommé Shaw Yuh-hsuen (1867-1920). Né à Zhenhai, celui-ci épouse Wang Shun-xiang (1871-1939) avec qui il a 10 enfants, dont trois mourront en bas âge.
En 1914, Runje sort diplômé en droit de l'université Shenzhou de Shanghai et travaille comme avocat à la cour de la ville. Il se lance plus tard dans le négoce de colorants textiles, de soie, de papier, et d'autres produits. Il cofonde également la Banque Zhenye franco-chinoise avec des partenaires et ouvre la fabrique d’œufs Huayou avant de se lancer dans le théâtre,.

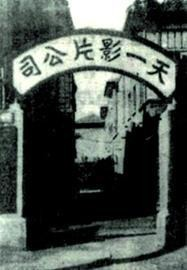
Entrée de la Tianyi à Hongkou, Shanghai.

Début 1922, Shaw, depuis toujours passionné par le spectacle, rachète le théâtre Xiao Wutai (« Théâtre du rire ») de Shanghai, alors en faillite. Parmi ses nouveaux collègues se trouvent Zhang Shichuan, Zheng Zhengqiu et Zhou Jianyun, qui co-fondent la société cinématographique Mingxing,. En 1923, la Mingxing sort le film Le Grand-père sauvé par l'orphelin qui est un grand succès commercial. Inspiré par ses anciens collègues, Shaw fonde la Tianyi (aussi connue sous le nom de Unique) en 1925. Il dirige la société tandis que ses jeunes frères, Runde et Runme, gèrent les activités de comptabilité et de distribution,. Le plus jeune frère, Run Run, fait toutes sortes de petits boulots pour l'entreprise familiale.
Le premier film de la Tianyi, Un Changement de cœur, réalisé par Runje Shaw lui-même et sorti en 1925, est particulièrement rentable. En homme d'affaires astucieux saisissant ce qui plaît au public, Shaw est l'un des premiers cinéastes chinois à faire un usage intensif de la littérature, des légendes et des mythes traditionnels. La Tianyi réalise des films de genre à succès, notamment des drames historiques, des films d'épées, et des histoires de dieux et démons, inspirant de nombreuses imitations d'autres studios. Le film de 1925, Li Feifei, femme épéiste, est considéré comme le premier film d'arts martiaux chinois.
En 1926, la Tianyi sort deux drames historiques à grand succès : Les Amants (Liang Zhu Tongshi, basé sur La Romance de Liang Shanbo et Zhu Yingtai), et Le Serpent blanc (basé sur la légende éponyme), tous deux réalisés par Runje Shaw. En plus de son succès sur le marché intérieur, Le Serpent blanc devient également le film chinois le plus populaire en Asie du Sud-Est. Les films du studio, tournés généralement très vite et en très grand nombre, sont de qualité générale très moyenne et lui valent les critiques acerbes des intellectuels des autres studios qui voient dans le cinéma quelque chose de plus grand qu'un simple objet de divertissement. Mais malgré leurs aspects populaires, ces films louent toujours les vertus traditionnelles confucéennes (comme la piété filiale), omniprésentes dans la société chinoise.
L'une des tactiques favorites de Runje Shaw est également de s’emparer du sujet d’un film alors en préparation au sein d’un studio rival et d'en livrer une version plus rapidement sur le marché, laissant ainsi à la production de son concurrent un certain goût de réchauffé. Nombre de compagnies rivales poursuivent la Tianyi pour vol d’idées, mais l’expérience de Runje en tant qu’avocat fait qu’il remporte toujours ses procès. Pire encore, il arrive souvent que ce soient les rivaux déboutés qui finissent par régler les frais de justice. À ce petit jeu, Runje voit son entreprise grandir bien vite mais se fait également quantité d’ennemis bien décidés à abattre cet homme immoral.
Sous la direction de Shaw, la Tianyi est l’un des premiers studios à passer au cinéma sonore. En 1931, Shaw produit Histoire d'un chanteur, l'un des premiers films sonores chinois, réalisé par Li Pingqian (en). Contrairement aux autres grands studios, qui produisent des films à sous-texte politique, principalement gauchiste, la Tianyi se concentre principalement sur la réalisation de films « divertissants » et dénués de tout message politique. Dans les années 1930, la Tianyi devient l’un des plus importants studios de cinéma chinois, avec la Mingxing et la Lianhua.
Outre Shanghai, Shaw établit également des bases commerciales à Hong Kong et en Asie du Sud-Est. Juste avant l'invasion japonaise de Shanghai en août 1937, la Tianyi envoie son matériel par bateau jusqu'à Hong Kong, et fusionne ses principales activités avec sa filiale locale appelée la Nanyang. Ses studios de Shanghai étant détruits lors des bombardements, Shaw ferme la Tianyi et quitte le monde du cinéma.

## Vie privée

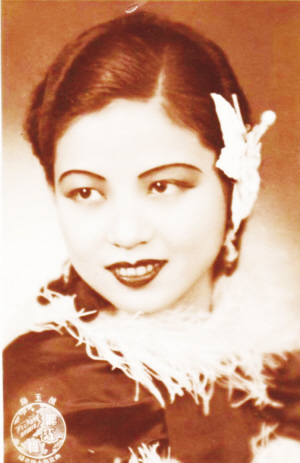
L'actrice et chanteuse, la femme de Runje Shaw.

Runje Shaw est marié à Chen Yumei (en), qui devient l'actrice principale de la Tianyi après le départ de Hu Die pour la Mingxing rivale en 1928. En 1934, Chen Yumei est élu « Reine du cinéma » par le journal de Shanghai Movie Life, probablement grâce à Runje Shaw qui aurait acheté beaucoup de voix. Cependant, la même année, Chen épouse Shaw et prend sa retraite.

## Retrait du cinéma
Après la Seconde Guerre mondiale et la victoire des communistes en Chine continentale, Runje Shaw se retire de l'industrie du cinéma mais reste à Shanghai. Pendant ce temps, ses frères cadets reconstruisent les filiales de Singapour et de Hong Kong. Sous la direction de Run Run Shaw, la Shaw Brothers devient la plus grande et la plus influente société de production cinématographique de Hong Kong. Après la fondation de la République populaire de Chine, Runje Shaw devient membre de la conférence consultative politique du peuple chinois de Shanghai. Il meurt dans cette même ville en 1975 à l'âge de 79 ans.